# Émile Petit
Émile Jean Ludovic Petit, né le 19 juillet 1846 à Perpignan, où il est mort le 9 juin 1923, est un professeur de piano, organiste et compositeur français.

## Biographie

Émile Petit dessiné par Han Coll aux claviers du grand-orgue Aristide Cavaillé-Coll de la cathédrale Saint-Jean-Baptiste de Perpignan

Émile Petit a suivi une carrière musicale analogue à son père Bonaventure Petit. À Perpignan, il est tour à tour professeur de musique à l'École normale (1874-1880), professeur de piano au Pensionnat du sacré-Cœur, pendant 30 ans, directeur de la Société Sainte-Cécile et organiste de la cathédrale Saint-Jean-Baptiste (1900-1921). En outre, il réorganise en 1869 la maîtrise de la cathédrale Saint-Jean-Baptiste (École du Sanctuaire) qui obtient le 1er prix ex-æquo avec celle de Langres lors de l'inspection de Vervoitte, Inspecteur général de la musique religieuse.
Son œuvre consultable aux Archives départementales des Pyrénées-Orientales (Fonds musical Petit 124 J), comprend une Cantate aux morts de 1870, une Messe pour grand orchestre en sol majeur, l'oratorio Les sept douleurs de la Vierge ainsi que des cantiques, des motets, des pièces pour piano, pour orgue et de la musique de salon.
Comme écrit dans ses nécrologies, pour ses contemporains, à l'orgue, il fut un improvisateur remarquable, doué d'une riche imagination et d'une grande virtuosité. Au piano, il fut remarqué par la qualité de son jeu, notamment dans l'interprétation des œuvres de Chopin et de Beethoven.
De son union avec Gracieuse Franceschi (1851-1896) à Perpignan le 20 septembre 1872 naîtront quatre enfants. Sa fille aînée, Antoinette (1873-1942), professeur de piano et compositrice, se marie à Perpignan le 10 février 1903 avec le sculpteur Jean-Baptiste Belloc.

## Notes et références

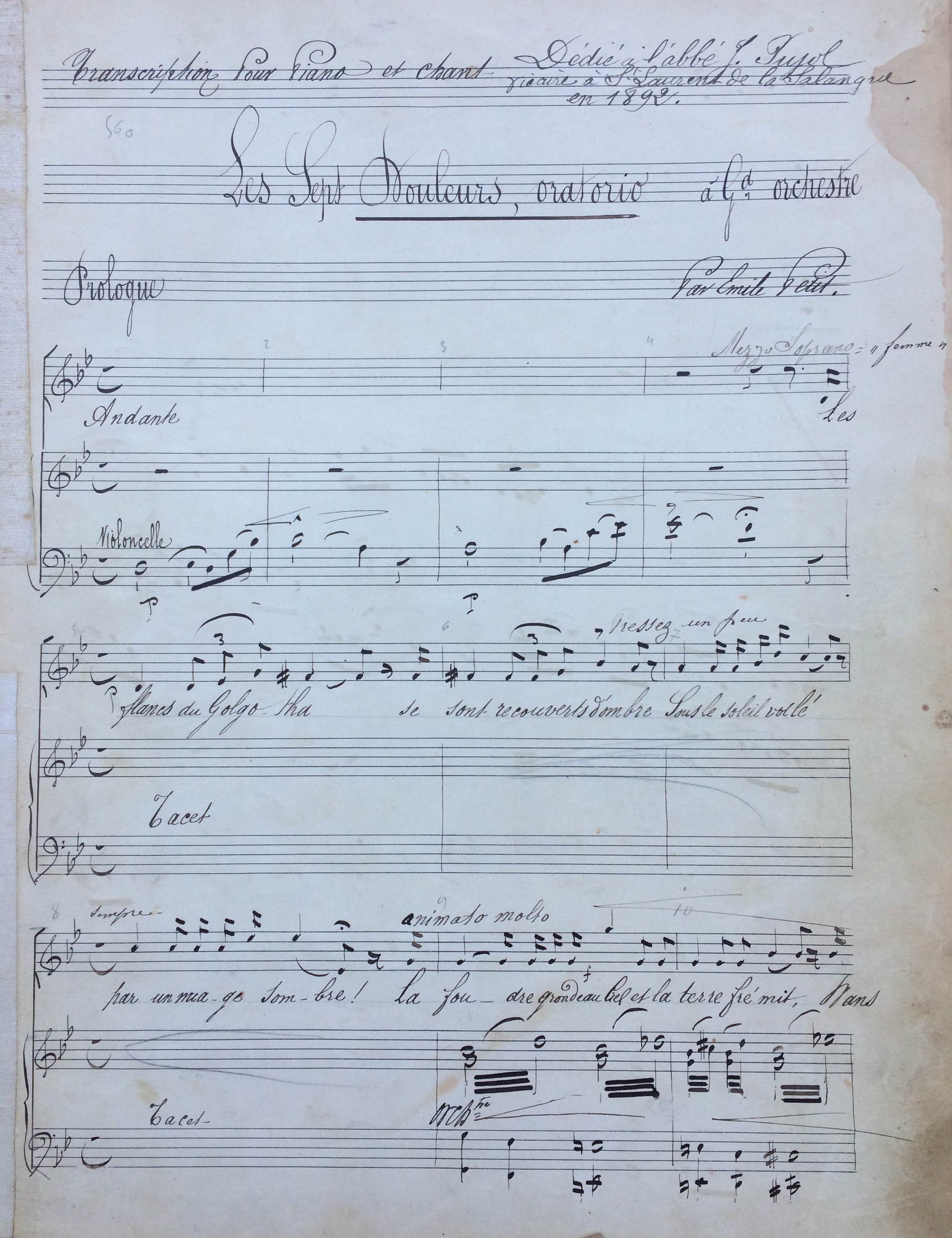
Transcription pour piano et chant de l'Oratorio Les sept douleurs de la Vierge (1892)